# Vòng loại Giải vô địch bóng đá thế giới 2018 – Khu vực châu Âu (Vòng 2)
Vòng 2 của UEFA được tranh tài bởi 8 đội xếp hạng 2 tốt nhất từ 9 bảng vòng 1 từ phân khúc UEFA của giải đấu vòng loại cho giải vô địch bóng đá thế giới 2018 trong bóng đá. 4 đội thắng của mỗi đội trên sân nhà và sân khách  tham gia vào bảng thắng trong World Cup ở Nga. Các trận đấu, thường được gọi là 'vòng play-off', được tổ chức vào tháng 11 năm 2017.
Lễ bốc thăm cho các đội được tổ chức ở Zürich vào ngày 17 tháng 10 năm 2017, với tháng 10 năm 2017 bảng xếp hạng thế giới FIFA được sử dụng trong quyết định đó của các đội tuyển được hạt giống.

## Các đội tuyển vượt qua vòng loại
8 đội xếp hạng 2 tốt nhất từ vòng loại vòng 1 khu vực châu Âu cho vòng play-off; tại thời điểm của bốc thăm cho vòng đấu này, đối với 2 bảng có một đội ít hơn so với các đội khác, các trận đấu với đội xếp hạng 6 trong mỗi bảng vòng 1 đã không bao gồm trong bảng xếp hạng này. UEFA được xác nhận rằng, ngay cả sau khi cho phép Kosovo và Gibraltar và với tất cả các bảng hiện tại có chứa 6 đội, quy định này đã không thay đổi và các trận đấu với đội xếp hạng 6 trong tất cả các bảng vẫn còn bị loại. Kết quả là 8 trận đấu được diễn ra bởi mỗi đội được tính cho mục đích của bảng xếp hạng các đội xếp hạng 2. 

### Xếp hạng của các đội xếp hạng 2
8 đội xếp hạng 2 tốt nhất được xác định theo các thông số sau đây, theo thứ tự này:
1. Số điểm cao nhất
2. Hiệu số
3. Số cao nhất của bàn thắng ghi được
4. Điểm giải phong cách
5. Bốc thăm nhiều

| VT | Bg | Đội              | ST | T | H | B | BT | BB | HS  | Đ  | Giành quyền tham dự                    |
| -- | -- | ---------------- | -- | - | - | - | -- | -- | --- | -- | -------------------------------------- |
| 1  | B  | Thụy Sĩ          | 8  | 7 | 0 | 1 | 18 | 6  | +12 | 21 | Giành quyền vào vòng 2 (vòng play-off) |
| 2  | G  | Ý                | 8  | 5 | 2 | 1 | 12 | 8  | +4  | 17 | Giành quyền vào vòng 2 (vòng play-off) |
| 3  | E  | Đan Mạch         | 8  | 4 | 2 | 2 | 13 | 6  | +7  | 14 | Giành quyền vào vòng 2 (vòng play-off) |
| 4  | I  | Croatia          | 8  | 4 | 2 | 2 | 8  | 4  | +4  | 14 | Giành quyền vào vòng 2 (vòng play-off) |
| 5  | A  | Thụy Điển        | 8  | 4 | 1 | 3 | 18 | 9  | +9  | 13 | Giành quyền vào vòng 2 (vòng play-off) |
| 6  | C  | Bắc Ireland      | 8  | 4 | 1 | 3 | 10 | 6  | +4  | 13 | Giành quyền vào vòng 2 (vòng play-off) |
| 7  | H  | Hy Lạp           | 8  | 3 | 4 | 1 | 9  | 5  | +4  | 13 | Giành quyền vào vòng 2 (vòng play-off) |
| 8  | D  | Cộng hòa Ireland | 8  | 3 | 4 | 1 | 7  | 5  | +2  | 13 | Giành quyền vào vòng 2 (vòng play-off) |
| 9  | F  | Slovakia         | 8  | 4 | 0 | 4 | 11 | 6  | +5  | 12 |                                        |

## Hạt giống và bốc thăm
Lễ bốc thăm vòng 2 đã diễn ra vào ngày 17 tháng 10 năm 2017 lúc 14:00 CEST (UTC+2), tại trụ sở FIFA ở Zürich, Thụy Sĩ. Các đội tuyển đã được hạt giống dựa trên vào tháng 10 năm 2017 bảng xếp hạng thế giới FIFA (hiển thị bên dưới trong dấu ngoặc đơn), với mỗi ràng buộc thấy một đội hạt giống rút thăm chống lại một đội không hạt giống. Mỗi ràng buộc thứ tự của hai lượt đã được quyết định như một phần của bốc thăm.
Lễ bốc thăm được tiến hành bởi người dẫn chương trình truyền hình Mexico Vanessa Huppenkothen với sự trợ giúp bởi cựu cầu thủ người Tây Ban Nha Fernando Hierro.
| Nhóm 1                                               | Nhóm 2                                                                  |
| ---------------------------------------------------- | ----------------------------------------------------------------------- |
| Thụy Sĩ (11) · Ý (15) · Croatia (18) · Đan Mạch (19) | Bắc Ireland (23) · Thụy Điển (25) · Cộng hòa Ireland (26) · Hy Lạp (47) |

## Các trận đấu
Lượt đi được diễn ra vào ngày 9–11 tháng 11, và lượt về được diễn ra vào ngày 12–14 tháng 11 năm 2017.
Các thời gian là CET (UTC+1) được liệt kê bởi UEFA (giờ địa phương nằm trong dấu ngoặc đơn).
| Đội 1       | TTS | Đội 2            | Lượt đi | Lượt về |
| ----------- | --- | ---------------- | ------- | ------- |
| Bắc Ireland | 0–1 | Thụy Sĩ          | 0–1     | 0–0     |
| Croatia     | 4–1 | Hy Lạp           | 4–1     | 0–0     |
| Đan Mạch    | 5–1 | Cộng hòa Ireland | 0–0     | 5–1     |
| Thụy Điển   | 1–0 | Ý                | 1–0     | 0–0     |

| Bắc Ireland | 0–1                             | Thụy Sĩ               |
| ----------- | ------------------------------- | --------------------- |
|             | Chi tiết (FIFA) Chi tiết (UEFA) | Rodríguez 58' (ph.đ.) |

| Thụy Sĩ | 0–0                             | Bắc Ireland |
| ------- | ------------------------------- | ----------- |
|         | Chi tiết (FIFA) Chi tiết (UEFA) |             |

Thụy Sĩ thắng với tổng tỉ số 1–0 và giành quyền tham dự World Cup 2018.
| Croatia                                                            | 4–1                             | Hy Lạp                 |
| ------------------------------------------------------------------ | ------------------------------- | ---------------------- |
| - Modrić 13' (ph.đ.) - N. Kalinić 19' - Perišić 33' - Kramarić 49' | Chi tiết (FIFA) Chi tiết (UEFA) | - Papastathopoulos 30' |

| Hy Lạp | 0–0                             | Croatia |
| ------ | ------------------------------- | ------- |
|        | Chi tiết (FIFA) Chi tiết (UEFA) |         |

Croatia thắng với tổng tỉ số 4–1 và giành quyền tham dự World Cup 2018.
| Đan Mạch | 0–0                             | Cộng hòa Ireland |
| -------- | ------------------------------- | ---------------- |
|          | Chi tiết (FIFA) Chi tiết (UEFA) |                  |

| Cộng hòa Ireland | 1–5                             | Đan Mạch                                                         |
| ---------------- | ------------------------------- | ---------------------------------------------------------------- |
| - Duffy 6'       | Chi tiết (FIFA) Chi tiết (UEFA) | - Christensen 29' - Eriksen 32', 63', 74' - Bendtner 90' (ph.đ.) |

Đan Mạch thắng với tổng tỉ số 5–1 và giành quyền tham dự World Cup 2018.
| Thụy Điển     | 1–0                             | Ý |
| ------------- | ------------------------------- | - |
| Johansson 61' | Chi tiết (FIFA) Chi tiết (UEFA) |   |

| Ý | 0–0                             | Thụy Điển |
| - | ------------------------------- | --------- |
|   | Chi tiết (FIFA) Chi tiết (UEFA) |           |

Thụy Điển thắng với tổng tỉ số 1–0 và giành quyền tham dự World Cup 2018.

## Cầu thủ ghi bàn
Đã có 13 bàn thắng ghi được trong 8 trận đấu, trung bình là 1.63 bàn cho mỗi trận đấu.
3 bàn
- Christian Eriksen

1 bàn
- Nikola Kalinić
- Andrej Kramarić
- Luka Modrić
- Ivan Perišić
- Nicklas Bendtner
- Andreas Christensen
- Sokratis Papastathopoulos
- Shane Duffy
- Jakob Johansson
- Ricardo Rodríguez

## Thẻ phạt
Một cầu thủ tự động bị đình chỉ cho trận đấu tiếp theo cho hành vi phạm tội sau đây:
- Nhận được một thẻ đỏ (thẻ đỏ đình chỉ có thể được mở rộng cho hành vi phạm tội nghiêm trọng)
- Nhận được hai thẻ vàng trong 2 trận đấu khác nhau (thẻ vàng đình chỉ được thực hiện chuyển sang vòng play-off, nhưng không phải trận chung kết hoặc bất kỳ trận đấu quốc tế trong tương lai)

Các lần đình chỉ sau đây đã được phục vụ trong các trận đấu vòng loại:
| Cầu thủ        | Đội tuyển        | Hành vi phạm tội                                                        | Bị đình chỉ cho trận đấu           |
| -------------- | ---------------- | ----------------------------------------------------------------------- | ---------------------------------- |
| David Meyler   | Cộng hòa Ireland | v Wales (24 tháng 3 năm 2017) · v Wales (9 tháng 10 năm 2017)           | v Đan Mạch (11 tháng 11 năm 2017)  |
| Mikael Lustig  | Thụy Điển        | v Hà Lan (6 tháng 9 năm 2016) · v Hà Lan (9 tháng 10 năm 2017)          | v Ý (10 tháng 11 năm 2017)         |
| Corry Evans    | Bắc Ireland      | v Azerbaijan (11 tháng 11 năm 2016) · v Thụy Sĩ (9 tháng 11 năm 2017)   | v Thụy Sĩ (12 tháng 11 năm 2017)   |
| Marco Verratti | Ý                | v Tây Ban Nha (2 tháng 9 năm 2017) · v Thụy Điển (10 tháng 11 năm 2017) | v Thụy Điển (13 tháng 11 năm 2017) |